# Академічний ансамбль пісні і танцю "Поділля"
Академічний ансамбль пісні і танцю "Поділля" - найстарший діючий мистецький професійний колектив Вінницької області, котрий працює у напрямку популяризації народно-пісенної спадщини Східного Поділля, а також представленні кращих зразків танцю та музики, як України та світу. Ансамбль "Поділля" здійснює свою діяльність при Вінницькій обласній філармонії ім.М.Д.Леонтовича.

## Історія
Згідно звіту театральної та музичної секцій наросвіти Подільського губчека за травень 1919 року у Вінниці було створено Художню капелу, керівником якої став відомий композитор та диригент Григорій Давидовський. Перший виступ колективу відбувся 24 серпня 1919 року. Серед перших учасників капели були оперні співаки Мерзляков В.І. та Козак О.І.
У квітні 1921 року МУЗО (секція організації музичного життя при наросвіті) повідомляє про те, що капелу націоналізовано переглянуто і поновлено її репертуар. Загалом перший склад капели налічував 50 виконавців.
Після від'їзду з Вінниці Григорія Давидовського, капелою починає керувати Сергій Папа-Афанасопуло.
У 1922 році на базі "колишньої Художньої капели Давидовського" у Вінниці створюється Державна Українська Капела ім.М.Д.Леонтовича. Впродовж 1920-1930-х років керівництво капелою здійснювали такі диригенти: Папа-Афанасопуло С.Ю. (1922-1925), Крижанівський Б. (1926), Філіповський В. (1926), Левитський Б.П. (1927-1929), Строєвський (1929), Гайдай М.П. (1932-1934), Раїнський О.Я. (1934-1937) та Середюк О.Д. (1937-1941). 
З початком ІІ-ї світової війни та окупацією міста, ансамбль припинив свою діяльність. Частина хористів перейшли працювати у Вінницький міський театр. Після звільнення Вінниці, ансамбль знову відновив свою діяльність. До нього повернулись колишні учасники, а також додались і нові. Проте, у 1948 році за браком коштів керівництвом філармонії було прийнято рішення про реаргонізацію колективу у ансамбль бандуристів "Вітерець Поділля" під керівництвом Віктора Джержого.
Творчу опіку колективом у різні роки здійснювали такі майстри, як: Родіон Скалецький, Анатолій Мархлевський, Володимир Хазанович, а також Серафим Гладецький. Слід зауважити, що Р.Скалецьким у співавторстві з місцевим поетом І.Масляєвим для ансамблю було створено пісню "Подільський вітерець", яка на довгі роки стала його візитівкою. За час роботи колектив неодноразово ставав лауреатом республіканських конкурсів, а також був нагороджений почесними грамотами.
У 1982 році було прийнято рішення про реорганізацію ансамблю бандуристів "Вітерець Поділля" у ансамбль пісні і танцю "Поділля". З 1982 по 1986 роки колективом керував Новіков Г.У. З 1986-1995 колектив очолював народний артист України, пофесор Віталій Іванович Газінський. На зміну йому прийшов заслужений артист України Василь Ткаченко. 
З 1996 року і до сьогодні колектив очолює заслужений артист України Анатолій Степанович Кондюк.